# Live and Dangerous
Az 1978-as Live and Dangerous a Thin Lizzy dupla koncertlemeze. A felvételek Philadelphiában, Londonban és Torontóban készültek, a Johnny the Fox és Bad Reputation albumok turnéján.
Az együttes eredetileg nagylemezt szeretett volna készíteni Tony Visconti producerrel, mivel már korábban is nagy sikereket értek el vele. Visconti azonban annyira elfoglalt volt, hogy csak két hetet tudott velük dolgozni egy koncertlemez összeállításán Phil Lynott ötlete után. A keverést és a zenei rájátszást a londoni Good Earth Studios-ban végezték.
1996-ban jelent meg CD-kiadása. 2007. október 16-án adták ki a Live and Dangerous DVD-t, amely a Rainbow theatre-i koncert felvételét tartalmazza 1978-ból. A dalok sorrendje kicsit eltér az albumon lévőtől. Ezen a DVD-n más fellépésekről is láthatóak felvételek.
Az album szerepel az 1001 lemez, amit hallanod kell, mielőtt meghalsz című könyvben.

## Az album dalai
| 1. | Jailbreak              | Phil Lynott                                         | 4:31 |
| 2. | Emerald                | Brian Downey, Scott Gorham, Lynott, Brian Robertson | 4:18 |
| 3. | Southbound             | Lynott                                              | 4:44 |
| 4. | Rosalie/Cowgirl's Song | Downey, Lynott, Bob Seger                           | 4:00 |

| 1. | Dancing in the Moonlight (It's Caught Me in Its Spotlight) | Lynott                 | 3:50 |
| 2. | Massacre                                                   | Downey, Gorham, Lynott | 2:46 |
| 3. | Still in Love With You                                     | Lynott                 | 7:40 |
| 4. | Johnny the Fox Meets Jimmy the Weed                        | Downey, Gorham, Lynott | 3:32 |
| 5. | Cowboy Song                                                | Downey, Lynott         | 4:40 |

| 1. | The Boys Are Back in Town | Lynott                            | 4:30 |
| 2. | Don't Believe a Word      | Lynott                            | 2:05 |
| 3. | Warriors                  | Gorham, Lynott                    | 3:52 |
| 4. | Are You Ready             | Downey, Gorham, Lynott, Robertson | 2:40 |

| 1. | Suicide              | Lynott                            | 5:00 |
| 2. | Sha La La            | Lynott                            | 4:18 |
| 3. | Baby Drives Me Crazy | Downey, Gorham, Lynott, Robertson | 6:36 |
| 4. | The Rocker           | Eric Bell, Downey, Lynott         | 3:58 |

## Közreműködők
- Phil Lynott – ének, basszusgitár
- Scott Gorham – szólógitár, háttérvokál
- Brian Robertson – szólógitár, háttérvokál
- Brian Downey – dob, ütőhangszerek
- John Earle – szaxofon a Dancing in the Moonlight-on
- Huey Lewis – szájharmonika a Baby Drives Me Crazy-n

## Fordítás
Ez a szócikk részben vagy egészben a Live and Dangerous című angol Wikipédia-szócikk ezen változatának fordításán alapul.  Az eredeti cikk szerkesztőit annak laptörténete sorolja fel. Ez a jelzés csupán a megfogalmazás eredetét és a szerzői jogokat jelzi, nem szolgál a cikkben szereplő információk forrásmegjelöléseként.